# دابني إتش موري
دابني إتش موري (بالإنجليزية: Dabney H. Maury)‏ هو دبلوماسي أمريكي، ولد في 21 مايو 1822 في فريدريكسبيورغ في الولايات المتحدة، وتوفي في 11 يناير 1900 في بيوريا في الولايات المتحدة.